# 凱瑟爾湖

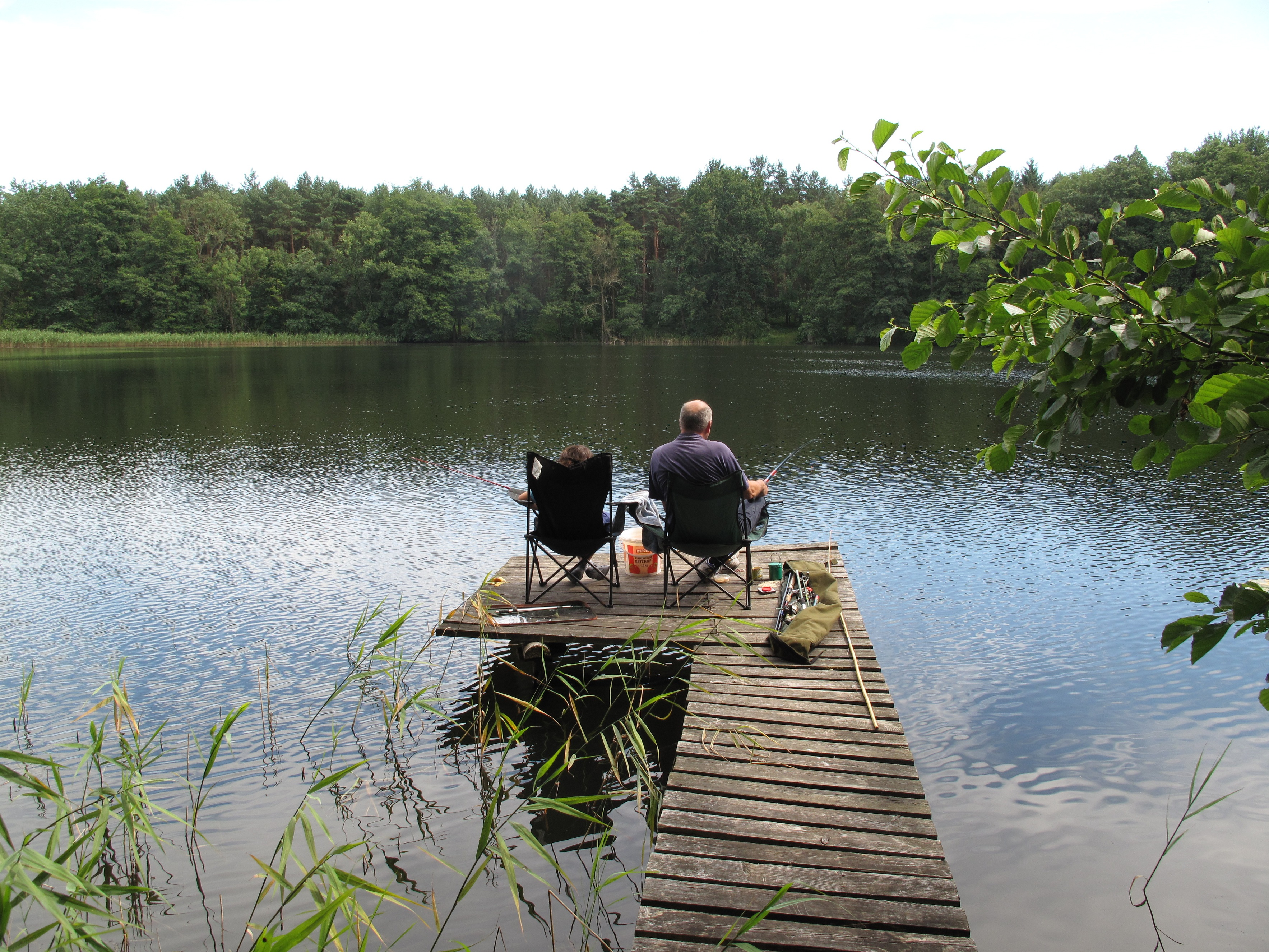

凱瑟爾湖（德語：Kesselsee），是德國的湖泊，位於該國西南部，由勃蘭登堡州負責管轄，處於梅爾基施-奧得蘭縣，面積0.04平方公里，海拔高度8米，平均水深2米，最大水深4.5米。